# James Jerome
James Alexander Jerome (ur. 4 marca 1933, zm. 21 sierpnia 2005) – polityk kanadyjski, prawnik, były przewodniczący (spiker) Izby Gmin.
Studiował prawo w Ontario, następnie praktykował w Sudbury. Działał w Liberalnej Partii Kanady. W 1966 został wybrany do rady miejskiej Sudbury, rok później kandydował - bez powodzenia - w parlamentarnych wyborach uzupełniających. Mandat w Izbie Gmin uzyskał ostatecznie w 1968. Po wyborach w 1972 pełnił funkcję przewodniczącego komisji ds. legislacyjnych; w 1974 przy poparciu premiera Pierre Trudeau został powołany na przewodniczącego (spikera) Izby Gmin.
Zachował swoje stanowisko po wyborach w 1979, mimo porażki liberałów i stworzenia rządu (mniejszościowego) przez przedstawiciela Partii Progresywno-Konserwatywnej Joe Clarka; po raz pierwszy w historii Kanady stanowisko szefa izby parlamentarnej sprawował przedstawiciel opozycji. Sytuacja ta trwała jednak jedynie kilka miesięcy, gabinet Clarka wkrótce upadł i doszło do wyborów przedterminowych, w których Jerome postanowił już nie startować. Został natomiast mianowany sędzią Sądu Federalnego w Ottawie (w styczniu 1980) i na tym stanowisku pozostał do przejścia na emeryturę w 1998.